# Khatia Buniatishvili
Khatia Buniatishvili (georgisch ხატია ბუნიათიშვილი; * 21. Juni 1987 in Batumi, Georgische SSR) ist eine georgische Pianistin, die seit 2023 in der Schweiz lebt.

## Leben
Buniatishvili spielt seit ihrem dritten Lebensjahr Klavier und gab im Alter von sechs Jahren ihr Orchesterdebüt. Zunächst wurde sie von ihrer Mutter unterrichtet, später – in Ferienkursen – von dem französischen Pianisten Michel Sogny. Im Alter von 15 Jahren folgten Studien am Staatlichen Konservatorium in Tiflis bei Tengiz Amirejibi, den sie als einen ihrer wichtigsten Impulsgeber nennt. Beim Pianowettbewerb 2003 in Tiflis lernte sie Oleg Maisenberg kennen, der ihr großes Talent erkannte und sie überzeugte, zur Universität für Musik und darstellende Kunst in Wien zu wechseln. 2008 gewann sie bei der 12. Arthur Rubinstein Competition in Tel Aviv den dritten Platz sowie die Auszeichnungen „Best Performer of a Chopin Piece“ und „Audience Favorite“ (Publikumsliebling).
Buniatishvili trat u. a. beim Verbier Festival, Progetto Martha Argerich, Gidon Kremers Kammermusikfest Lockenhaus, Gstaad Festival, La Roque d’Anthéron Festival und Saratoga Festival auf. Sie spielte mit dem Israel Philharmonic Orchestra, den Sankt Petersburger Philharmonikern, dem NDR Sinfonieorchester und der Deutschen Kammerphilharmonie Bremen zusammen. 2008 hatte sie einen Auftritt in der Carnegie Hall und errang den 3. Platz bei der Arthur Rubinstein International Piano Master Competition.
2012 erhielt sie den Echo Klassik in der Sparte Nachwuchskünstlerin (Klavier) mit ihrem Album Franz Liszt, erschienen bei Sony Classical. In der Saison 2011/12 war sie der „Rising Star“ des Wiener Konzerthauses und des Wiener Musikvereins. Von der Saison 2012/13 bis 2014/15 war Khatia Buniatishvili Künstlerin der Reihe »Junge Wilde« am Konzerthaus Dortmund. 2014 trat sie zusammen mit Placido Domingo bei einem Konzert des iTunes Festivals in London auf. Am 13. Juni 2015 spielte sie in Genf mit dem Orchester der Vereinten Nationen beim offiziellen Konzert zum 70. Gründungsjubiläum. Im April 2016 spielte sie zum 80. Geburtstags des Dirigenten Zubin Mehta unter dessen Leitung mit dem Israel Philharmonic Orchestra Tschaikowskis erstes Klavierkonzert. Neben ihrer solistischen Tätigkeit spielt sie häufig auch Kammermusik, u. a. mit Duopartnern wie Renaud Capuçon, Gidon Kremer und Lisa Batiashvili.
2016 wurde Buniatishvili mit dem Echo Klassik für ihr Album Kaleidoscope (solistische Einspielung, Musik 19. Jh., Klavier) ausgezeichnet.

## Privates
Buniatishvili spricht fünf Sprachen (Georgisch, Englisch, Französisch, Russisch, Deutsch). Sie lebte von 2011 bis 2023 in Paris und erhielt 2017 die französische Staatsbürgerschaft. Nach der Geburt ihrer Tochter Charlotte zog sie 2023 zu ihrem Lebensgefährten in die Schweiz, in die Nähe von Montreux, Kanton Waadt.
Ihre ein Jahr ältere Schwester Gvantsa Buniatishvili ist ebenfalls Pianistin. Gelegentlich treten beide gemeinsam auf.

## Diskographie
- 2011: Franz Liszt, Sony Classical[8]
- 2011: Victor Kissine und Peter I. Tschaikowsky: Piano Trios mit Gidon Kremer und Giedre Dirvanauskaite, ECM Records
- 2012: Chopin : Khatia Buniatishvili & Orchestre de Paris unter Leitung von Paavo Järvi
- 2014: Motherland
- 2016: Kaleidoscope
- 2016 (DVD/Blu-ray) Liszt Beethoven mit dem Israel Philharmonic Orchestra, Leitung von Zubin Mehta
- 2017: Rachmaninoff: Piano Concertos Nos. 2 & 3, Khatia Buniatishvili & Czech Philharmonic Orchestra unter Leitung von Paavo Järvi
- 2019: Schubert
- 2020: Labyrinth
- 2024: Mozart - Piano Concertos Nos. 20 & 23

## Auszeichnungen
- 2012: Echo Klassik (Nachwuchskünstlerin (Klavier))[9]
- 2016: Echo Klassik (Solistische Einspielung, Musik 19. Jh., Klavier)
- 2025: Benennung eines Asteroiden nach ihr: (56095) Buniatishvili.[10]

## Film
„48 Stunden – Mit Khatia Buniatishvili und Zubin Mehta in Georgien“ (WDR/ARTE 2017, 43 min.) Regie: Holger Preuße, Redaktion: Lothar Mattner.